# Pierre Gendron (Produzent)

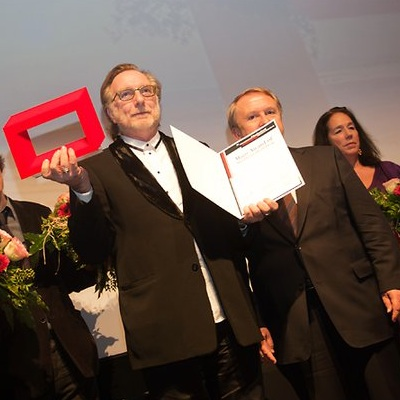
Pierre Gendron

Pierre Gendron (* 1952 in Grand-mère, Québec) ist ein kanadischer Filmproduzent.
Gendron ist seit 1984 als Produzent im Filmbereich tätig. Er gründete verschiedene Produktionshäuser, darunter die Bloom Films und die Zoofilms.
Sein Jesus von Montreal wurde 1990 für den Oscar für den besten fremdsprachigen Film nominiert. Für diesen Film wurde er ebenfalls 1990 zusammen mit dem übrigen Produzententeam in zwei Kategorien bei den Genie Awards ausgezeichnet. Zwei Jahre zuvor hatte er bereits für Night Zoo einen Genie-Award erhalten. 2008 folgte ein Golden Reel Award.

## Filmografie
- 1984: Sonatine
- 1986: Der Untergang des amerikanischen Imperiums (Le déclin de l'empire américain)
- 1987: Night Zoo – Kreaturen der Nacht (Un zoo la nuit)
- 1988: Ein heiliger Hippie (Le Chemin de Damas)
- 1989: Jesus von Montreal (Jésus de Montréal)
- 1990: Un autre homme
- 1990: Moody Beach
- 1990: Ding et Dong: le film
- 1993: Das Geschlecht der Sterne (Le Sexe des étoiles)
- 1995: Kabloonak
- 1996: Jasmine (TV-Serie)
- 2000: La Vie la vie (TV-Serie)
- 2001: Ramdam (TV-Serie)
- 2002: Station Nord
- 2004: The Last Tunnel (Le Dernier tunnel)
- 2005: Maman Last Call
- 2005: Sans elle
- 2005: Miss Météo (TV)
- 2009: Cadavres
- 2010: Le journal d'Aurélie Laflamme

## Theater
- Les Palmes de monsieur Schutz: M. Pierre Curie (2010)
- Von Mäusen und Menschen: Slim/Le Boss (2012)